# Roger Assalé
Roger Claver Djapone Assalé (Abengourou, 13 novembre 1993) è un calciatore ivoriano, attaccante dello Stade d'Abidjan.

## Carriera

### Nazionale
Ha esordito in nazionale nel 2013.

## Palmarès

### Club

#### Competizioni nazionali
- Campionato ivoriano: 2

Séwé Sports: 2012, 2013
- Supercoppa ivoriana: 1

Séwé Sports: 2012
- Campionato della Repubblica Democratica del Congo: 2

TP Mazembe: 2013, 2014
- Supercoppa della Repubblica Democratica del Congo: 2

TP Mazembe: 2013, 2014
- Campionato svizzero: 2

Young Boys: 2017-2018, 2018-2019

#### Competizioni internazionali
- CAF Champions League: 1

TP Mazembe: 2015
- Coppa della Confederazione CAF: 2

TP Mazembe: 2016, 2017
- CAF Super Cup: 1

TP Mazembe: 2016

### Nazionale
- Coppa d'Africa: 1

Guinea Equatoriale 2015